# Боер, Венцеслас
Венцеслас Боер (чеш. Wenceslas Bojer; 25 сентября 1795 или 25 сентября 1797, Řesanice или Прага, Земли Чешской короны — 4 июня 1856[…] или 8 июня 1856, Порт-Луи) — австрийский (богемский) естествоиспытатель и исследователь.

## Биография
Венцеслас Боер родился 25 сентября 1795 года в Ржесанице на юге Богемии (по другим данным, в Праге в 1797 году или 1 января 1800 года) в семье садовода Симона Боера. С 1810 по 1813 год учился садоводству в имении графа Каспара Штернберга. До 1820 года работал в Имперском музее в Вене с Францем Вильгельмом Зибером.
В 1821 году прибыл на Маврикий, где работал совместно с Карлом Теодором Хильзенбергом. В 1822 году Боер и Хильзенберг отправились на Мадагаскар вместе с малагасийским принцем Рафарлой и работником британского правительства Джеймсом Хэсти. В Тананариве они были встречены королём Радамой I. В октябре 1823 года Боер и Хильзерберг вернулись на Маврикий, после чего Боер продолжил исследовать флору региона, а Хильзенберг на несколько месяцев отправился на Сейшелы. Путешествие Боера на корабле HMS Andromache в 1824 году окончилось трагически по причине смерти большей части экипажа и капитана Джозефа Нурса из-за лихорадки.
Затем Боер исследовал природу Восточной Африки, посетил остров Пембу, Момбасу и Занзибар, после чего снова вернулся на Маврикий. В 1829 году он стал одним из членов-основателей Общества естественной истории в Порт-Луи. В 1835 году Боер на Le Solide посетил Агалегу, затем — Мадагаскар и Коморские острова на HMS Andromache.
В 1842 году Боер был назначен куратором в музее Дежардена. С 1848 по 1849 год он был исполнительным директором Ботанического сада Памплемус. В 1855 году он стал профессором в Королевском колледже в Порт-Луи.
Венцеслас Боер умер 4 июня 1856 года.

## Некоторые научные работы
- Bojer, W. (1837). Hortus mauritianus. 456 p.

## Роды растений, названные в честь В. Боера
- Bojeria DC., 1836 [syn.  Inula L., 1753]
- Bojeria Raf., 1838, nom. illeg. [syn.  Etlingera Giseke, 1792]